# Пина Бауш
Филипине „Пина” Бауш (нем. Philippine „Pina” Bausch; Золинген, 27. јул 1940 — Вупертал, 30. јун 2009) била је немачка плесачица, кореографкиња, педагог и директорка балета. Сматра се једном од најистакнутијих и најутицајнијих личности савремене игре и позоришта у другој половини 20. века, и кључном фигуром у развоју жанра плесног позоришта. Била је дугогодишња уметничка директорка компаније **Tanztheater Wuppertal** у Вуперталу, са којом је стекла светску славу. Њен рад карактерише јединствени спој плеса, покрета, говора, музике и сценографије, истражујући дубоке људске емоције и међуљудске односе.

## Биографија

### Образовање и почеци
Пина Бауш је рођена у Золингену, Немачка, 1940. године. Почела је да учи плес веома рано. Са 15 година примљена је на престижну школу **Folkwang** (Folkwang Hochschule der Künste) у Есену, где је студирала код Курта Јоса, једног од оснивача немачког експресионистичког плеса и зачетника плесног позоришта. Јос је имао пресудан утицај на њено схватање плеса као форме која треба да изражава стварни живот и емоције.
Након дипломирања 1959. године, добила је стипендију и отишла на усавршавање у САД, где је студирала на **Џулијард школи** (Juilliard School) у Њујорку. У Њујорку је наступала као играчица са неколико компанија, укључујући New American Ballet и балетску компанију Метрополитен опере, и сарађивала са кореографима као што су Ентони Тјудор и Пол Тејлор.

### Tanztheater Wuppertal
Вративши се у Немачку 1962. године, постала је солисткиња у Јосовом поново основаном Folkwang Ballett-у, где је ускоро почела и да кореографише. Године 1973. именована је за директорку балета Вуперталске опере. Убрзо је променила име компаније у **Tanztheater Wuppertal**, што је означило радикалан заокрет од класичног балета ка новом хибридном жанру који је она дефинисала.
На челу ове компаније остала је до своје смрти 2009. године, створивши преко 40 представа и изградивши јединствен стил и репутацију широм света. Компанија је постала позната по интензивним, често дуготрајним пробама и процесу стварања у којем је Бауш постављала питања и користила импровизације и лична искуства својих играча као материјал за представе.

### Међународна каријера и признања
Са својом компанијом, Пина Бауш је редовно наступала на најзначајнијим светским позорницама и фестивалима, укључујући и БИТЕФ у Београду, где је била чест и радо виђен гост. Многе њене касније представе настале су као копродукције са градовима широм света (Рим, Лос Анђелес, Хонгконг, Истанбул, Токио, Лисабон, Будимпешта, Сао Пауло, Каиро...), носећи често имена тих градова у наслову.
Добила је бројне највише међународне награде и признања за свој рад, укључујући Кјото награду у Јапану, Златни лав на Венецијанском бијеналу за животно дело, немачку Плесну награду, британску Награду Лоренс Оливије, Гетеову награду града Франкфурта и многе друге.

### Стил и "Tanztheater"
Рад Пине Бауш карактерише:
- **Спој плеса и театра:** Интеграција плесних секвенци, свакодневних покрета, гестова, говора, певања и елемената глуме.
- **Фокус на међуљудским односима:** Често истраживање тема љубави, усамљености, отуђења, нежности, сукоба полова, страха и жудње.
- **Емоционална сировост и искреност:** Представе често имају снажан емотивни набој, балансирајући између хумора, апсурда, лепоте и бола.
- **Колажна структура:** Нелинеарни наратив, представе састављене од низа сцена, слика, асоцијација и репетиција.
- **Употреба сценографије:** Често коришћење упечатљивих, неретко натуралистичких сценографских решења (вода, земља, цвеће, зидови) која постају интегрални део кореографије (рад сценографа Петера Пабста и Ролфа Борцика).
- **Важност музике:** Коришћење разноврсне музичке подлоге, од класике до популарне музике и светске музике.
- **Рад са играчима:** Развијање материјала кроз питања постављена играчима и њихове личне приче и искуства.

### Каснији живот и смрт
Пина Бауш је наставила активно да ствара и води своју компанију до самог краја живота. Њен дугогодишњи животни партнер, чилеански песник и професор Роналд Кеј (Ronald Kay), преминуо је у јануару 2009. Пина Бауш је преминула изненада од карцинома 30. јуна 2009. у Вуперталу, само пет дана након што јој је болест дијагностикована. Иза себе је оставила сина Ролфа-Саломона Кеја.

## Значајна дела (избор)
- Ифигенија на Тауриди (Iphigenie auf Tauris, Глук), 1974.
- Орфеј и Еуридика (Orpheus und Eurydike, Глук), 1975.
- Посвећење пролећа (Le Sacre du printemps, Стравински), 1975.
- Седам смртних грехова (Die sieben Todsünden, Брехт/Вајл), 1976.
- Плавобради (Blaubart - Beim Anhören einer Tonbandaufnahme von Béla Bartóks Oper „Herzog Blaubarts Burg“), 1977.
- Кафе Милер (Café Müller), 1978.
- Контактхоф (Kontakthof), 1978. (касније верзије 2000. и 2008)
- Арије (Arien), 1979.
- 1980 – Комад Пине Бауш (1980 – Ein Stück von Pina Bausch), 1980.
- Каранфили (Nelken), 1982.
- Виктор (Viktor), 1986. (копродукција са Teatro Argentina, Рим)
- Палмеро Палермо (Palermo Palermo), 1989. (копродукција са Teatro Biondo Stabile, Палермо)
- Прозорџија (Der Fensterputzer), 1997. (копродукција са Hong Kong Arts Festival)
- Мазурка Фого (Masurca Fogo), 1998. (копродукција са EXPO 98, Лисабон)
- Аква (Água), 2001. (копродукција са Бразилом)
- Нефес (Nefés), 2003. (копродукција са Истанбулским позоришним фестивалом)
- Десет чи (Ten Chi), 2004. (копродукција са Јапаном)
- Слатки мамбо (Sweet Mambo), 2008.
- ...као што мох носи камен... („…como el musguito en la piedra, ay si, si, si…”), 2009. (копродукција са Чилеом)

## Наслеђе
Пина Бауш је оставила неизбрисив траг у свету плеса и позоришта. Њен јединствени стил и приступ утицали су на генерације кореографа, редитеља и извођача широм света. Компанија **Tanztheater Wuppertal Pina Bausch** наставља да изводи њен репертоар и након њене смрти. Године 2009. основана је **Pina Bausch Foundation** са циљем очувања и промоције њеног уметничког наслеђа.
Немачки редитељ Вим Вендерс снимио је 2011. године чувени 3Д документарни филм "Пина", као посвету њеном раду. Филм је започет уз њену сарадњу, а довршен је након њене смрти и номинован је за Оскара за најбољи дугометражни документарни филм.